# Xenophrys medogensis
The Medog Horned Toad (Xenophrys medogensis) là một loài lưỡng cư thuộc họ Megophryidae.
Loài này có ở Trung Quốc và có thể cả Ấn Độ.
Môi trường sống tự nhiên của chúng là rừng ẩm vùng đất thấp nhiệt đới hoặc cận nhiệt đới, vùng núi ẩm nhiệt đới hoặc cận nhiệt đới, và sông ngòi.